# Swiatosław Pałamar
Swiatosław Jarosławowycz Pałamar (ukr. Святослав Ярославович Паламар; ur. 10 października 1982 w Mikołajowie w obwodzie lwowskim) – ukraiński wojskowy w stopniu kapitana, zastępca dowódcy Pułku Azow Gwardii Narodowej Ukrainy. Walczył w Donbasie od początku sierpnia 2014 r. Uczestnik obrony Mariupola podczas rosyjskiej inwazji na Ukrainę.

## Życiorys
Urodził się w Mikołajowie pod Lwowem. Ukończył studia na Uniwersytecie Handlowo-Ekonomicznym we Lwowie (w ich trakcie wziął urlop naukowy, podczas którego służył w Siłach Zbrojnych Ukrainy). Pracował jako dyrektor handlowy.
Uczestniczył w pomarańczowej rewolucji i rewolucji godności. Jest żonaty i ma syna.

### Inwazja Rosji na Ukrainę
Od pierwszych dni rosyjskiej inwazji na Ukrainę w 2022 r. Pałamar brał udział w obronie Mariupola. Od 1 marca 2022 r., wraz z towarzyszami broni, prowadził działania zbrojne w oblężonym mieście, w wyniku których zadali agresorowi znaczne straty.
10 kwietnia 2022 roku opublikował w internecie nagranie wideo, w którym, mówiąc o obronie Mariupola, skarżył się, że od ponad dwóch tygodni nikt nie kontaktuje się z pułkiem i zarzucił politykom bezczynność.

To ważne, żeby o nas pamiętać, żeby zawsze pamiętać o Mariupolu, żeby o tym mówić, że to jest miasto-męczennik. Ale to też jest miasto-wojownik, a my nie jesteśmy przeszłością, tylko teraźniejszością. Czytasz o sobie [wpisy w internecie] pełne smutku, ale ty przecież wciąż tu jesteś. Wciąż żyjesz w nadziei i wiesz, że muszą po Ciebie przyjść, a zwłaszcza ci, którzy są wierni przysiędze, którzy wiedzą, że Rosję można pokonać.

20 kwietnia 2022 r. Pałamar umieścił w internecie kolejne nagranie, w którym zapowiadał gotowość do ewakuacji wraz z cywilami, rannymi żołnierzami i ciałami zabitych z oblężonego Mariupola. Palamar uważa, że w Mariupolu Putin pozbywał się rosyjskich żołnierzy, którzy popełnili okrucieństwa w obwodzie kijowskim.
8 maja 2022 r. brał udział w konferencji prasowej obrońców Azowstali dla zagranicznych dziennikarzy, gdzie krytykował rząd za niewystarczające wsparcie wojska, które broni Mariupola i ułatwia ewakuację ludności cywilnej z okupowanych zakładów.
21 września 2022 r. w ramach wymiany jeńców Pałamar został zwolniony z rosyjskiej niewoli i wraz z jeszcze czterema innymi dowódcami-obrońcami Azowstalu (dowódcą Oddziału Specjalnego „Azow” Denysem Prokopenką, dowódcą 36. brygady piechoty morskiej Serhijem Wołynśkim, Denysem Szłehą i Ołehem Chomenko) trafił do Turcji, gdzie cała piątka miała przebywać jako internowani do końca wojny rosyjsko-ukraińskiej. W lipcu 2023 – przy okazji wizyty w Turcji prezydenta Ukrainy Zełenskiego – Pałamar i pozostali czterej dowódcy wrócili wraz z prezydentem do Ukrainy; według strony rosyjskiej zgoda Turcji na ich powrót miałaby być naruszeniem zawartego między Putinem a Erdoganem porozumienia w tej sprawie.

## Odznaczenia
- Order Daniela Halickiego (17.04.2022) – za osobistą odwagę i bezinteresowne działania w obronie suwerenności państwowej i integralności terytorialnej Ukrainy, wierność wojskowej przysiędze[9];
- Medal „Za wojskową służbę Ukrainie” (13 marca 2019 r.) – za odwagę okazaną w trakcie obrony suwerenności państwa i integralności terytorialnej Ukrainy, za bezinteresowną służbę narodowi ukraińskiemu[10];
- Odznaka „Za dzielną służbę”;
- Odznaka „Za obronę Mariupola”.